# 石橋子駅
石橋子駅（せききょうしえき）は中華人民共和国遼寧省本渓市渓湖区にある、中国鉄路総公司（CR）の駅。瀋陽鉄道局所属の四等駅に設定されている。

## 乗り入れ路線
瀋丹線・威寧線の2路線が乗り入れている。

## 駅周辺
- 水晶宮
- 本渓市十中
- 太和飯店
- 中国建設銀行本渓経済技術開発区支店
- 本渓市城市信用社開発区分社
- 梅子餐館
- 虹霞小吃
- 遼寧琦潤生物科技有限公司
- 瀋丹高速道路 石橋子インターチェンジ

## 歴史
- 1907年 - 開業。

## 隣の駅
中国国鉄
瀋丹線
歪頭山駅 - 石橋子駅 - 高家歳駅
威寧線
石橋子駅 - 新嶺駅